# Dendrotriton megarhinus
Dendrotriton megarhinus är en groddjursart som först beskrevs av George Bernard Rabb 1960.  Dendrotriton megarhinus ingår i släktet Dendrotriton och familjen lunglösa salamandrar. IUCN kategoriserar arten globalt som sårbar. Inga underarter finns listade i Catalogue of Life.